# Branwen
Nella mitologia gallese Brânwen è la figlia di Llyr e di Penarddun, sorella di Brân il Benedetto, e moglie di Matholwch. Viene considerata la dea gallese dell'amore e della bellezza.
Nel Secondo Ramo del Mabinogion Brânwen sposa Matholwch, ma il matrimonio infelice si rivela la causa di tremenda guerra.

## Mabinogion
Matholwch, re d'Irlanda, chiede a Bendigeidfran (Brân il Benedetto) la mano di sua sorella Brânwen. Brân accetta la proposta di matrimonio e celebra il fidanzamento con un banchetto. Nel mezzo della festa sopraggiunge Efnisien, fratellastro di Brân e Brânwen. Efnisien domanda il motivo dei festeggiamenti e viene informato. Allora s'infuria per non essere stato interrogato sul suo parere e sfoga la sua collera mutilando i cavalli di Matholwch che si offende profondamente. Brân riesce a riconciliarlo donandogli un calderone che riporta in vita i morti.
In Irlanda Brânwen dà alla luce il figlio di Matholwch: Gwern. Subito dopo viene trattata crudelmente dal marito che la costringe a servire nelle cucine per punirla della mutilazione di Efnisien dei suoi cavalli. Brânwen addomestica uno stornello e lo invia con un messaggio di aiuto al fratello Brân. Per venire in suo soccorso Brân invade l'Irlanda con un esercito. Alcuni porcari vedono il gigante Brân guadare il mare e informano Matholwch che si ritira dietro un fiume dopo aver distrutto i ponti. Brân si sdraia sul fiume e funge da ponte per i suoi uomini. Temendo la guerra, Matholwch tenta di riconciliare Brân costruendo una casa grande abbastanza per lui in suo onore. Brân pretende che il regno passi a Gwern. Matholwch accetta. Ma i signori irlandesi non sono d'accordo: si nascondono dentro dei sacchi per la farina legati alle colonne dell'enorme casa appena costruita per tendere un agguato ai Britanni. Efnisien, ispezionando la casa prima dell'arrivo di Brân, intuisce l'insidia e uccide gli uomini nascosti schiacciando le loro teste. Alla festa per l'investitura di Gwern a re d'Irlanda, Efnisien lo getta nel fuoco per rompere l'accordo di pace.
I due eserciti si scontrano in battaglia. Tutti gli irlandesi vengono uccisi, tranne cinque donne incinte che ripopoleranno l'isola. Mentre degli invasori britanni si salvano solamente sette guerrieri che riportano a casa Brânwen e la testa parlante di Brân. Sbarcano ad Aber Alaw in Anglesey, dove Brânwen muore per il dolore di essere la causa di tanta distruzione. Il suo corpo viene sepolto vicino al fiume Alaw. I sette sopravvissuti si spostano ad Harlech e lì rimangono per sette anni in un castello incantato, intrattenuti dal canto di tre uccelli e dalla testa di Brân. Dopo sette anni vanno a Penvro, dove rimangono per ottant'anni. Alla fine vanno a Londra e, come da lui ordinato, seppelliscono la testa di Brân sulla Collina Bianca (forse la Torre di Londra) col viso rivolto verso la Francia. La leggenda dice che fino a quando la testa rimarrà lì, la Britannia non sarà mai invasa via mare.

## Tomba di Brânwen
A Llanddeusant in Anglesey sulle sponde del fiume Alaw si trova il tumulo noto come Bedd Brânwen, la sua presunta tomba. Ridotto in rovina, oggi solo una pietra rimane in piedi. Scavi archeologici furono compiuti nel 1800 e negli anni 1960 da Frances Lynch che rinvenne molte urne con ceneri umane. Se la storia di Brânwen si basa su eventi reali, essi risalgono probabilmente al Periodo di Bedd Brânwen dell'Età del Bronzo Britannico.